# Liste de bibliothèques numériques
Pour un article plus général, voir Bibliothèque numérique.
Voici une liste de bibliothèques numériques classée par défaut par ordre alphabétique. Il est également possible de classer cette dernière par sujet, nombre de volumes et fournisseurs.
| Nom                                                                       | Sujet(s)                                                                                 | Description | Fournisseur(s) |
| ------------------------------------------------------------------------- | ---------------------------------------------------------------------------------------- | --- | --- |
| Ahlul Bayt Digital Islamic Library Project (en) (Ahlul Bayt DILP)         | Chiisme                                                                                  | Présente des œuvres axées sur différents aspects de l’Islam. | Ahlul Bayt Digital Islamic Library Project (en) |
| Anemi, The Digital Library of Modern Greek Studies (en)                   |                                                                                          | | |
| Aozora Bunko                                                              | En japonais                                                                              | | Aozora Bunko |
| Aquatic Commons (en)                                                      |                                                                                          | | http://aquaticcommons.org/ |
| Arnetminer (en)                                                           | Informatique et sciences de l’information                                                | Hébergé par le département de sciences informatiques de l’université Tsinghua | Arnetminer (en) |
| Arts and Humanities Data Service (en)                                     | Arts et sciences humaines                                                                | Images, textes et données tirés principalement d’universités du Royaume-Uni. Bien que les opérations aient cessé en 2008, le site est toujours actif. | King’s College de Londres |
| ArXiv                                                                     | Science                                                                                  | Prépublications en mathématiques, physique, informatique, biologie et statistiques. | Université Cornell |
| Association des bibliophiles universels                                   | Littérature française                                                                    | Textes du domaine public. | Conservatoire national des arts et métiers |
| Atoll Digital Library (en)                                                | Générale                                                                                 | Logiciel open source permettant de construire des collections. | [ 7 ] |
| Australian Islamic Library (en)                                           | Tafsir, Hadith, Fiqh et d’autres aspects de l’Islam.                                     | http://www.australianislamiclibrary.org/ | |
| Avalon Project                                                            | Droit et histoire                                                                        | Documents de droit, histoire et diplomatie | École de droit de Yale |
| Baen Free Library (en)                                                    | Science-fiction et fantaisie                                                             | Science fiction et fantaisie de l’éditeur Baen Books. | Baen Books (en) |
| BAM-Portal (de)                                                           | Portail web, base de données, musée virtuel, bibliothèque numérique, portail muséal (de) | | |
| Bartleby.com (en)                                                         | Littérature, ouvrages de référence et poésie                                             | | Bartleby.com (en) |
| bibliothèque européenne                                                   |                                                                                          | | http://www.TheEuropeanLibrary.org |
| Bibliothèque électronique hongroise (en)                                  |                                                                                          | | http://www.mek.oszk.hu/ |
| Bibliothèque numérique de l'Observatoire de Paris                         | Astronomie                                                                               | Imprimés, archives et collections muséales de l'Observatoire de Paris | https://bibnum.obspm.fr |
| Bibliothèque Numérique de l'UNESCO                                        | Paix mondiale, éducation et culture                                                      | Documents liés aux activités de l’UNESCO | UNESCO |
| BC Open Textbooks                                                         | manuels scolaires                                                                        | https://opentextbc.ca/ | Université de la Colombie-Britannique |
| Biodiversity Heritage Library                                             | histoire naturelle, botanique, zoologie                                                  | www.biodiversitylibrary.org | BHL Member Institutions |
| Bookshare (en)                                                            | Général                                                                                  | Environ 42 000 œuvres populaires et éducatives. | Benetech (en) |
| Biblioteca Digital Hispánica                                              | Général                                                                                  | Literature, pictures, records, memorabilia… | |
| British History Online                                                    | Histoire                                                                                 | Surtout constitué de sources primaires et secondaires de l’histoire médiévale et moderne des îles Britanniques. | L’Institute of Historical Research (en), le History of Parliament Trust (en) et l’université de Londres                                                    |
| British Library                                                           | Général                                                                                  | | British Library |
| California Digital Library (en)                                           |                                                                                          | | |
| Canadiana.org                                                             | Histoire du Canada                                                                       | Sources primaires sur l’histoire canadienne, dont des livres, journaux, périodiques, etc. | Canadiana.org |
| Carrie (en)                                                               |                                                                                          | | |
| Invenio (en)                                                              | Science                                                                                  | Bibliothèque numérique dédiée à des documents du CERN. | CERN |
| Center for Research Libraries (en)                                        | Général                                                                                  | (CRL): Edward Hunter (1902–1978) collection | |
| Chinese Text Project                                                      |                                                                                          | Bibliothèque numérique présentant de vieux textes chinois. | Chinese Text Project |
| Christian Classics Ethereal Library (en)                                  |                                                                                          | | |
| Choral Public Domain Library                                              |                                                                                          | | |
| CiteSeerX                                                                 | informatique                                                                             | http://citeseerx.ist.psu.edu/index | Université d’État de Pennsylvanie |
| Civil Rights Litigation Clearinghouse (en)                                | Droits civils                                                                            | | http://www.clearinghouse.net/ |
| The Collection of Computer Science Bibliographies (en)                    |                                                                                          | | http://liinwww.ira.uka.de/bibliography/ |
| Les Classiques des sciences sociales                                      | Principalement en Sciences humaines et sociales, philosophie, Sciences de la nature      | Cette bibliothèque numérique diffuse en libre accès environ 6 000 œuvres | Université du Québec à Chicoutimi, http://classiques.uqac.ca/                                                                                              |
| Compact Memory (de)                                                       |                                                                                          | | http://sammlungen.ub.uni-frankfurt.de/cm/nav/index/title/                                                                                                  |
| The Complete Works of Charles Darwin Online (en)                          | Biologie                                                                                 | | http://darwin-online.org.uk/ |
| Cornell University Library (en) Windows on the Past                       |                                                                                          | | http://cdl.library.cornell.edu/ |
| CyberLeninka (ru)                                                         |                                                                                          | | http://cyberleninka.ru/ |
| D-Scribe Digital Publishing (en)                                          | Sources universitaires variées                                                           | Contient notamment environ 800 titres épuisés des University of Pittsburgh Press (en). http://www.library.pitt.edu/dscribe/ | Université de Pittsburgh |
| Digital Accounting Collection (en)                                        | Comptabilité                                                                             | http://umiss.lib.olemiss.edu:82/ | Université du Mississippi |
| Archives numériques d’images (Hongrie) (hu)                               |                                                                                          | | http://dka.oszk.hu |
| Académie numérique de littérature (Hongrie) (hu)                          |                                                                                          | | http://pim.hu/dia/ |
| Digital Bibliography and Library Project (en)                             |                                                                                          | | http://dblp.uni-trier.de/ |
| Digital Himalaya (en)                                                     | Himalayas                                                                                | | |
| Digital library for Dutch literature                                      |                                                                                          | | Soutenu par le gouvernement danois. |
| Digital Library of Georgia (en)                                           | Général                                                                                  | | |
| Digital Library of India (en)                                             |                                                                                          | | |
| Digital Media Repository (en)                                             | Arts, sciences sociales, Middletown studies (en)                                         | | Ball State University |
| Digital Public Library of America                                         | Général                                                                                  | | |
| Digital South Asia Library (en)                                           | Asie du Sud                                                                              | Matériel centré sur l’Asie du Sud. | University of Chicago |
| Directory of Open Access Journals                                         | Général                                                                                  | | |
| Discus (website) (en)                                                     | Caroline du Sud, États-Unis                                                              | Provides several reliable sources exclusively for school and state libraries in South Carolina | South Carolina State Library (en) |
| Domínio Público (en)                                                      |                                                                                          | | |
| E-Codices                                                                 | Manuscrits numérisés                                                                     | Bibliothèque virtuelle des manuscrits en Suisse | https://www.e-codices.unifr.ch/fr |
| Education Resources Information Center                                    |                                                                                          | | http://eric.ed.gov/ |
| Electronic Periodical Archive (hu)                                        |                                                                                          | | http://epa.oszk.hu |
| English Broadside Ballad Archive (en)                                     | Broadside ballads                                                                        | Surtout constituée de ballades en anglais du XVIIe siècle. | English Broadside Ballad Archive (en) et Université de Californie à Santa Barbara                                                                          |
| EEBO (en) – Early English Books Online                                    |                                                                                          | | http://eebo.chadwyck.com/home |
| eGranary (en) Digital Library                                             | Ressources éducatives tirées d’environ 2 000 sites web et de CD-ROM.                     | http://eebo.chadwyck.com/home | Le WiderNet Project (en) de l’université de l’Iowa. |
| EuroDocs: Online Sources for European History (en)                        | Histoire européenne (environ 50 pays)                                                    | Facsimilés, transcriptions et traductions de sources primaires historiques européennes. | Harold B. Lee Library de l’université Brigham Young |
| eSbírky                                                                   |                                                                                          | 2010 | http://www.esbirky.cz/ |
| European Digital Mathematics Library (EUDML)                              | Mathématiques                                                                            | Regroupe et diffuse les publications scientifiques d’Europe portant sur les mathématiques. | |
| Europeana                                                                 |                                                                                          | Effectue un lien entre les archives, bibliothèques et musées à travers l’Europe. | http://europeana.eu |
| Bibliothèque européenne                                                   | Général                                                                                  | | |
| European NAvigator                                                        |                                                                                          | | http://www.cvce.eu/ |
| Gallica                                                                   |                                                                                          | | https://gallica.bnf.fr/ |
| FRASER (Federal Reserve Archival System for Economic Research (en))       | Économie                                                                                 | Bibliothèque numérique d’œuvres économiques, financières et bancaires des États-Unis. | Federal Reserve Bank of St. Louis (en) |
| GEO-LEO (en)                                                              |                                                                                          | | |
| Greenpilot (en)                                                           | Nutrition, environnement, agriculture                                                    | | German National Library of Medicine |
| Greenstone                                                                | Général                                                                                  | | |
| Google Livres                                                             | Général                                                                                  | https://books.google.fr/ | Google |
| Harvard University Library digital collections                            | Général                                                                                  | | Université Harvard, |
| HathiTrust                                                                | Général                                                                                  | | http://hathitrust.org |
| Humanities Text Collection (en)                                           | Sciences sociales                                                                        | | Université du Michigan |
| Humbul (en)                                                               |                                                                                          | | |
| Hungarian Electronic Library (en)                                         | Littérature hongroise                                                                    | | |
| Kramerius (hu)                                                            |                                                                                          | | http://kramerius-info.nkp.cz/ |
| Ibiblio (en)                                                              | Général                                                                                  | | |
| INSPIRE-HEP (en)                                                          | Physique des hautes énergies                                                             | Documents scientifiques dans le domaine de la physique des hautes énergies. | CERN |
| International Dunhuang Project                                            | Manuscrits                                                                               | | Une vingtaine d’institutions, dont la British Library. |
| International Music Score Library Project                                 |                                                                                          | | |
| International Relations and Security Network (ISN), Digital Library       | Relations internationales, sécurité                                                      | | Center for Security Studies de ETH Zurich |
| Internet Archive                                                          | Général                                                                                  | | |
| Internet Memory                                                           | Général                                                                                  | Internet Memory Foundation est une institution à but non lucratif. Elle soutient activement la préservation de l'Internet comme un nouveau média de préservation du patrimoine culturel. | |
| Internet History Sourcebooks Project (en)                                 |                                                                                          | | |
| Internet library sub-saharan Africa (ilissAfrica) (en)                    |                                                                                          | | |
| Internet Sacred Text Archive (en)                                         |                                                                                          | | |
| JamJar Story (en)                                                         | Sciences sociales                                                                        | Basée au Royaume-Uni. | JamJar Story (en) |
| JournalServer (en)                                                        | Revues académiques                                                                       | | |
| JSTOR                                                                     | Général                                                                                  | | |
| Bibliothèque numérique kurde                                              | Général                                                                                  | Traite de la culture kurde. | Institut kurde de Paris |
| Kujawsko-Pomorska Digital Library (en)                                    | Général                                                                                  | | |
| LacusCurtius                                                              |                                                                                          | | |
| The Latin Library (en)                                                    |                                                                                          | | |
| Learning Ally (en)                                                        | Général                                                                                  | | Learning Ally (en) |
| Lib.ru (ru)                                                               |                                                                                          | | |
| Liber Liber                                                               |                                                                                          | | |
| Library of Economics and Liberty (en)                                     |                                                                                          | | Liberty Fund (en) |
| LibriVox                                                                  | Livres du domaine public aux États-Unis.                                                 | | |
| Literary Kicks (en)                                                       |                                                                                          | | |
| MAC Buku                                                                  | Livres : Littérature, Science, manuels scolaires                                         | Diffuse des ouvrages essentiellement écrits par les congolais, pour le Congolais ou parlant du Congo et de l'Afrique. www.macbuku.com | |
| Making of America (en) collections                                        | Général                                                                                  | | |
| Manioc (Bibliothèque) (d)                                                 |                                                                                          | | http://www.manioc.org/ |
| Manuscriptorium (cs)                                                      |                                                                                          | | http://www.manuscriptorium.com/ |
| musée numérique des comics                                                | Comic books                                                                              | Présente des milliers de comics du domaine public. | http://digitalcomicmuseum.com/ |
| Institut Mises                                                            | Libertarianisme et économie                                                              | | Institut Ludwig von Mises |
| Luna Digital Image Collection (en)                                        | Arts et sciences sociales                                                                | | Folger Shakespeare Library |
| Marefa                                                                    | Littérature arabe                                                                        | | http://www.marefa.org/ |
| Marx and Engels Internet Archive (en)                                     |                                                                                          | | |
| Archive internet des marxistes                                            |                                                                                          | | |
| Maryland Digital Cultural Heritage (en)                                   | Général                                                                                  | | |
| Memoriademadrid                                                           | Général                                                                                  | | http://www.memoriademadrid.es/ |
| Metelwin                                                                  | Général                                                                                  | | https://library.foi.hr/metelgrad/ |
| Metropolitan Museum of Art                                                | Général                                                                                  | | Met museum (en) |
| Multilingual Inventory of Cultural Heritage in Europe (MICHaEL)           | Général                                                                                  | | http://www.michael-culture.eu/ |
| Michigan Digitization Project (en)                                        | Général                                                                                  | | |
| Miguel de Cervantes Virtual Library (en)                                  | Général                                                                                  | | |
| The Muslim Philanthropy Digital Library (en)                              |                                                                                          | | The Muslim Philanthropy Digital Library (en) |
| Mutopia project (en)                                                      |                                                                                          | | |
| NALANDA (en)                                                              |                                                                                          | | |
| National Academies Press                                                  | Général                                                                                  | | |
| National Digital Information Infrastructure and Preservation Program (en) | Général                                                                                  | | |
| National Digital Library Program (en)                                     | Général                                                                                  | | |
| National Library for the Blind (en)                                       | Général                                                                                  | | |
| New York Public Library NYPL Digital Gallery                              | Général                                                                                  | | |
| New Zealand Electronic Text Centre (en)                                   |                                                                                          | | |
| Ohio e-book Project (en)                                                  | Général                                                                                  | | |
| OPAL (it)                                                                 | Général (Wikidata)                                                                       | | (it) Opal libri antichi, Université de Turin (Italie) |
| OSU Library Electronic Publishing Center (en)                             | Général                                                                                  | | |
| Online Books Page (en)                                                    | Général                                                                                  | | |
| Online Text Library (en)                                                  | Général                                                                                  | | Université du Texas à Austin |
| On This Day (en)                                                          |                                                                                          | | |
| Open Content Alliance (en)                                                | Général                                                                                  | | |
| Open Library                                                              | Général                                                                                  | | |
| Open University Library                                                   | Général                                                                                  | | http://www.open.ac.uk/library/ |
| Oxford Text Archive (en)                                                  | Littérature, langues et linguistique                                                     | Arts and Humanities Data Service (en) (AHDS) | (en) « Arts and Humanities Data Service » [archive du 16 juillet 2012], site officiel. (en) « CeRch » [archive du 25 novembre 2010], service de recherche. |
| PAIL Solicitors Digital Media and Entertainment Resource Library (en)     | Médias numériques, divertissement                                                        | Un index divisé en 2 catégories principales (médias numériques ; technologie et divertissement) et un site web website avec des projets d'applications mobiles dans 7 sous-catégories. Le site inclut plus de 100 articles et commentaires traitant du droit, de la société et de la politique. | (en)« PAIL Solicitors Resource Library » |
| Pandora Archive (en)                                                      | Général                                                                                  | | |
| Panjab Digital Library (en)                                               | Général                                                                                  | | |
| Perseus Project                                                           | Général                                                                                  | | |
| PortailCoop                                                               | Coopératives                                                                             | Contient des milliers de documents portant sur les coopératives dans 29 langues et provenant de 75 pays. | InMédia Technologies et l'Institut international des coopératives Alphonse-et-Dorimène-Desjardins                                                          |
| Projet Diana                                                              | Droits humains                                                                           | | |
| Projet Gutenberg                                                          | Général                                                                                  | Fondée en 1971. | |
| Project Gutenberg Australia (en)                                          | Général                                                                                  | Donne accès à des œuvres respectant le droit d’auteur australien (en). | |
| Project Laurens Janszoon Coster (en)                                      | Littérature danoise                                                                      | N’est plus maintenu depuis 2001. | |
| Project Madurai (en)                                                      | Littérature tamoule                                                                      | | |
| Project Noolaham (en)                                                     | Général                                                                                  | | |
| Projet Rastko                                                             | Littérature serbe                                                                        | | |
| Project Runeberg                                                          | Littérature nordique                                                                     | | |
| Project Sugita Genpaku (en)                                               |                                                                                          | | |
| Projekt Gutenberg-DE (de)                                                 |                                                                                          | | |
| PubMed Central                                                            |                                                                                          | | https://www.ncbi.nlm.nih.gov/pmc/ |
| Swiss Foundation Public Domain (en)                                       | Musique du domaine public                                                                | Plateforme de type wiki. | http://en.publicdomainproject.org/index.php/Swiss_Foundation_Public_Domain                                                                                 |
| Questia Online Library                                                    | Général                                                                                  | | |
| Rare Book Room                                                            | Général                                                                                  | | |
| Readme.cc (en)                                                            | Général                                                                                  | Les livres sont traduits en 10 langues. | Commission européenne |
| Rubicon Research Repository (en)                                          | Physiologie environnementale (en)                                                        | | |
| Runivers (en)                                                             | Littérature russe                                                                        | | |
| SciElo (en)                                                               |                                                                                          | | |
| Scriptorium                                                               | Journaux suisses (vaudois en particulier)                                                | Possède des œuvres qui remontent jusqu’à 250 ans dans le passé. | Bibliothèque cantonale et universitaire - Lausanne |
| Shia Islamic Library Archive (en)                                         | Islam                                                                                    | Multilingue | Shia Islamic Library Project |
| Sophie Digital Library of Works by German-Speaking Women (en)             | Littérature allemande                                                                    | | Université Brigham Young |
| South Asian American Digital Archive (en)                                 |                                                                                          | | |
| Texas Digital Library (en)                                                | Général                                                                                  | | |
| Text Creation Partnership (en)                                            | Général                                                                                  | | |
| The Castle of Buda (en)                                                   |                                                                                          | | http://budavar.btk.mta.hu |
| TITUS - Thesaurus of Indo-European Texts and Language Materials database  |                                                                                          | | Université Johann Wolfgang Goethe de Francfort-sur-le-Main                                                                                                 |
| Traditional Knowledge Digital Library (en)                                | Littérature indienne                                                                     | | |
| UK Web Archiving Consortium (UKWAC) (en)                                  | Général                                                                                  | | |
| United States National Agricultural Library (en)                          | Agriculture                                                                              | | |
| United States National Library of Medicine                                |                                                                                          | | |
| Universal Digital Library (en)                                            | Général                                                                                  | Projet mené par l’école d’informatique et les bibliothèques de la Carnegie Mellon University. | |
| Digital Library Production Service (en)                                   | Général                                                                                  | | Université du Michigan |
| University of Pittsburgh Archives Service Center                          |                                                                                          | | (en) « Archives Service Center », pitt.edu |
| Université du Wisconsin à Madison                                         | Général                                                                                  | | Université du Wisconsin à Madison |
| Варненска дигитална библиотека (bibliothèque numérique Varna)             | Général                                                                                  | | |
| Vascoda (en)                                                              | Général                                                                                  | | |
| Virtually Missouri (en)                                                   | Général                                                                                  | | |
| Welsh Journals Online (en)                                                | Général                                                                                  | | Bibliothèque nationale du pays de Galles |
| Wordtheque (en)                                                           |                                                                                          | | |
| World Wide Web Virtual Library (en)                                       | Général                                                                                  | | |
| Wikisource                                                                | Général                                                                                  | Bibliothèque numérique multilingue construite par des bénévoles, hébergée par la Wikimedia Foundation et fonctionnant à l’aide de MediaWiki. | |
| Wired for Books (en)                                                      |                                                                                          | Une initiative de l’université de l'Ohio. | http://www.wiredforbooks.org/ |
| Wisconsin Heritage Online (en)                                            |                                                                                          | Portail collaboratif centré sur l’histoire du Wisconsin. | |
| Wisconsin Historical Society                                              | Histoire                                                                                 | | Wisconsin Historical Society |
| Bibliothèque numérique mondiale                                           | Général                                                                                  | http://www.wdl.org/fr/ | Bibliothèque du Congrès |
| Wumkes.nl (nl)                                                            |                                                                                          | | http://www.wumkes.nl/ |
| YouScribe                                                                 | documents écrits                                                                         | | http://www.youscribe.com/ |
| Zeno.org                                                                  |                                                                                          | | |
| Bibliothèque Cujas                                                        | Droit et histoire du droit                                                               | Numérisation d’ouvrages fondamentaux pour l’histoire du droit, suivant une liste élaborée par les professeurs Laurent Pfister et Franck Roumy. | Bibliothèque Cujas |
| Bibliothèques virtuelles humanistes (BVH)                                 | Tous documents patrimoniaux (livres imprimés et manuscrits) de la Renaissance            | Le programme de recherche « Bibliothèques Virtuelles Humanistes » diffuse des documents patrimoniaux de la Renaissance (XVIe siècle). Il agrège et rend librement accessible en ligne plusieurs types de ressources numériques : 1. Une sélection de fac-similés d'imprimés et manuscrits de la Renaissance numérisés en Région Centre Val de Loire et dans les établissements partenaires (Bibliothèques, Archives...) 2. La base textuelle Epistemon, qui offre des éditions numériques de textes en XML-TEI ; 3. Des corpus d'auteurs (Rabelais, Montaigne, Ronsard...) 4. des bases de données : de matériel typographique de la Renaissance (BaTyR), des portraits, la base des Bibliothèques françoises de La Croix du Maine et de Du Verdier | Université de Tours, Centre d'études supérieures de la Renaissance (UMR 7323 du CNRS)                                                                      |